# Автоливмаш (Івано-Франківськ)
Футбольний клуб «Автоливмаш» (Івано-Франківськ) — аматорський український футбольний клуб з Івано-Франківська, заснований 1987 року. Учасник та призер чемпіонату Івано-Франківської області, володар Кубка області.

## Хронологія назв
- 1987—1992 : «Машинобудівник» (Івано-Франківськ)
- 1993—2001 : «Автоливмаш» (Івано-Франківськ)
- 2002—2004: «Автоливмаш–Чорногора-2» (Івано-Франківськ)

## Історія
Команда під назвою «Машинобудівник» була створена на Івано–Франківському виробничому об’єднанні «Карпатпресмаш» у 1987 р. Вже за рік виробничий футбольний колектив стартував у обласних аматорських змаганнях. 1990 р. машинобудівники дебютували у найвищому дивізіоні чемпіонату Івано-Франківщини. Цього ж сезону команда виборола перший почесний трофей у своїй футбольній історії. В фіналі Кубка області «Машинобудівник» здолав досвідчений калуський «Хімік» – 0:0 (по пенальті 5:3). Наступного року іванофранківці також вперше зійшли на п’єдестал пошани обласного чемпіонату, посівши 2-е місце у турнірних перегонах.
Тогочасний стрімкий злет молодої футбольної команди став можливим завдяки збігу ряду факторів – її широкої організаційно-фінансової підтримки з боку керівництва виробничого об’єднання, створенню якісних умов для тренувань і відновлення гравців, вдалій кадровій політиці. На території «Карпатпресмашу» 1987 р. було зведено стадіон, на якому виступав і готувався до змагань заводський колектив. У становлення і подальший розвиток команди багато сил вклав тренер-організатор Михайло Бойко. Він за короткий час зумів створити боєздатну дружину, в якій було успішно поєднано досвід і зрілих футболістів (Б. Дебенко, О. Руденський, Є. Ручкан, П. Мельник), і обдарованої молоді (П. Русак, О. Дорош, О. Рипан).
Помітну увагу керівництво клубу приділяло підготовці юнацького складу команди. При базовому івано-франківському ВПУ №21 було відкрито «футбольні» групи. Одночасно зі здобуттям технічного фаху студенти мали можливість удосконалювати свою спортивну майстерність і виступати за виробничий колектив у обласних змаганнях. Не дивно, що за такого серйозного підходу до підготовки власного резерву юнацький склад команди під орудою Б. Дебенка у першій половині 90-х двічі святкував успіх у першостях Івано–Франківщини серед своїх ровесників.
Що стосується дорослої команди, то у сезоні 1992/1993 аматорської першості Прикарпаття вона знову повторила срібний успіх дворічної давності. Тепер футболісти це зробили вже під новим ім’ям – ФК «Автоливмаш». Однойменну назву носило одне із найбільших підприємств ВО «Карпатпресмаш», яке на початку 90-х розпочало самостійну господарську діяльність і взяло під свою опіку команду. 
Найвищим досягненням «Автоливмашу» на аматорському рівні стала перемога в чемпіонаті області сезону 1995/1996. Надалі справи машинобудівників в обласних змаганнях поволі пішли на спад. Фінансові негаразди, які в другій половині 1990-х почали переслідувати титульне підприємство, у гірший бік позначилися й на життєдіяльності ФК «Автоливмаш». Аби утриматися на плаву, керівництво клубу уклало в 2002 р. партнерські стосунки зі своїми більш статусними земляками з друголігової «Чорногори» та стали її дочірньою командою. Але й цей крок у короткостроковій перспективі кардинально не поліпшив стану справ у клубному господарстві. Врешті після сезону 2004-го футбольний «Автоливмаш» через брак фінансової підтримки припинив своє існування.     

## Досягнення
- Чемпіонат Івано-Франківської області
  -  Чемпіон : 1995/1996
  -  Віце-чемпіон (2) : 1991, 1992/1993

- Кубок Івано-Франківської області
  -  Володар : 1990

## Відомі гравці
- Ігор Гогіль
- Ярослав Годзюр
- Богдан Дебенко
- Орест Дорош
- Петро Ковальчук
- Петро Мельник
- Олег Рипан
- Олег Руденський
- Петро Русак
- Євген Ручкан
- Ігор Худоб’як